# CHANGE123
《CHANGE123》（日語：ちぇんじ123）的原作是坂口一克，作画是岩泽紫丽。于秋田书店的月刊漫画杂志《Champion RED》2005年6月号开始连载，直到2010年6月号结束。单行本全12卷。作品的基本类型是综合了爱情喜剧与格斗技的少年漫画。中文单行本分别由玉皇朝与尖端出版发售。
于2008年发售了广播剧CD。

## 故事
女高中生「月斗素子」，每当受到精神压迫就会出现「一二三」的多重人格。3种在3个传说中的格斗家父亲的严苛特训下产生的人格，为了防止「一二三」她们的失控，素子和唯一一个知道这秘密的小介川，为了保卫着自身平安和平凡的日子，今天也要过活啊！！

## 登场人物

### 主要人物
月斗素子
本作的女主角。就读早乙女学园高中1年C班→2年C班。相依为命的母亲在素子5岁的时候去世。之后，被自称为父亲的3个人所养育。
素子被他们传授其毕生绝学，并在特训期间产生了其他人格「一二三（一响、不二子、三桐）」，是个多重人格者。
只要自身陷入危险，就会切换成「一二三」的人格。同时，随着肌肉的收缩与放松而改变样貌和体格（不会近视也是基于相同理由）。
性格懦弱。从来没有生气过。本身毫无战斗力。之所以会将愤怒的感情封印，估计是由于母亲的关系，然而详情并不清楚。
名字的原型是《三一萬能俠》。
- 一響 - 素子中的「保护者」与「有男子气概」的人格。战斗风格是空手道（打击系）。代表色是红色。
- 不二子 -  素子中的「保护者」与「成人」的人格。擅长剑术（武器系）。代表色是蓝色。
- 三桐 - 素子中的「保护者」与「小孩子」的人格。战斗风格是古式柔术（关节系）。代表色是黄色。
- 零 - 由素子封印起来的愤怒感情（分类上为「爆发」）所组成的人格。具备三桐的力量、不二子的速度和一响的战斗风格。

小介川英生
本作的男主角。素子的同班同学。意外得知素子「一二三」的秘密后，就开始支持她。
是个特摄御宅族，以特摄节目《蒙面蕉人》作为自己的心灵教师。
性格软弱，还有点好色，不过正义感很强。
被拉鲁夫和基嘉称作「小介」。
本名是英生，但是身为英雄宅，虽有正义感本身又非常弱，而被朋友以「英雄」的另一个读法来戏称。而素子和其他人格都以为这才是小介川的名字（因为「英生」也可以这么读）。

### 早乙女学园高中
尾津馬
素子、小介川的同班同学。柔道部的成员。2段。本人的目标是挑战世界，不过并不清楚其实力如何。女朋友是长田同学。
西藤
素子、小介川的同班同学。柔道部的成员。黑带。
神無彌
小介川自小学时代的朋友。现在就读早乙女学园高中1年A班。小学3年级的时候转学到美国，15岁就已经大学毕业（期间取得心理学与精神病理学的学位），之后返回日本并与小介川重逢。
是个连NASA和DARPA也想招揽的天才儿童，跟素子其中一个父亲早濑有深交。
通过小介川而知道素子的秘密，对她很感兴趣。
月島牡丹
在第2学期转入小介川与素子所在的C班。皮肤是黑色的，个子很高，运动神经拔群。一眼就看穿素子拥有优秀的身体能力，对她诸多骚扰。被男生称为肌肉女。真实身份是添之一族的成员。
基嘉
居住在所罗门群岛的基基族战士（嘉达），拥有10颗兽牙（单独狩猎到10只野兽的勇者。但是最初的一只是小时候跟出一起狩猎到的）。
为了追寻带着嘉达姆（战士中的战士，守护着基基族）称号回国的出，而来到日本。机缘巧合下住进小介川家中。外表和说话的语气就像个男孩子，实际上是女孩子。
随身携带着由曾祖父相传下来的长枪，其实是小介川那个以为在太平洋战争中战死的曾祖父小介川源一郎的所有物。和小介川是亲戚关系。
其后在素子与出帮忙温习下，入读早乙女学园高中。
日野出
转学到2年A班的大小姐。小时候跟随到所罗门群岛当测量师的父亲，居住在基基族的部落。一开始虽然跟基嘉有摩擦，不过还是成为朋友了。靠家传的武学实力（擅長合氣道）而被认同为嘉达，之后成功战胜前代的嘉达姆，成为新的嘉达姆。
虽然给人高贵的印象，不过身体能力非常优秀。长时间生活在基基族的村子里，所以有时也会像个野孩子一样。宠物是叫曉天丸的鹫。
很喜欢蒙面蕉人系列，跟小介川很合得来。
嘉达姆的称号来自《高达》。而她的名字原型则是动画的制作公司日升。
相澤
入读早乙女学园高中的新生。被流氓缠上时反被招揽加入，不过因为不想在受尽上头使唤后被送去当炮灰而拒绝。
跟基嘉是同班同学。
如月菫
暂时代替放产假的老师担当养护工作的保健室老师。真实身份是添之一族的成员。

### 3人的「父亲」
流河龍也
养育素子的其中一个父亲，曾以赤手空拳打倒老虎的格斗家。一旦看到厉害的人，就会想方设法要跟其一战的格斗狂。
名字的原型是《三一萬能俠》的流龙马。
早瀨仁
养育素子的其中一个父亲，人称剑圣高手，也有当佣兵经验的枪械专家。
名字的原型是《三一萬能俠》的神隼人。
車岳藏
养育素子的其中一个父亲，古式柔术「天地流」的继承者，人称关节技之神。
名字的原型是《三一萬能俠》的车辨庆和巴武藏。

### 佣兵
拉魯夫
仁委托来确认沉睡在素子心里的人格的成员的指挥官。小时候因卷入恐怖袭击而失去左手，之后装上了义肢。
为了让义肢的动作跟上来而掌握了预测对手行动的技术。
说话时经常都会用错词，而被同伴吐槽。
康复时在电视上看过《蒙面蕉人》后就非常喜欢，立刻就跟小介川亲近起来。
撤拉
仁委托来确认沉睡在素子心里的人格的一名成员。使用锋利的指甲作武器。
住院的时候因为指甲被剪了而变得很失落。
萊達
仁委托来确认沉睡在素子心里的人格的一名成员。使用针灸的技术让肌肉在界限以上活性化。
在秋叶原袭击一二三与小介川的时候因为在头上戴纸袋，而被称作「纸袋男」。
艾娜
仁委托来确认沉睡在素子心里的人格的一名成员。可以将看过一次的招数变成自己的。
在素子与小介川前往岳藏的居所前，就已经在岳藏的指导下接受天地流的修行。
和解后，继续进行修行。對素子的父親之一車岳藏有好感，曾問素子想不想要一個外國媽媽和弟弟。
比加路
仁委托来确认沉睡在素子心里的人格的一名成员。本身身体能力就很优秀，把痛楚当成快感的被虐狂。
居住在所罗门群岛的基基族战士（嘉达），拥有9颗兽牙（单独狩猎到9只野兽的勇者）。为了赚钱而出外当佣兵。

### 添之一族
月斗淺蔥
素子的母亲。为添之一族当间谍时认识了素子的三个父亲，在怀上素子后就脱离一族去从事普通的工作。她的死应该跟素子的多重人格有关系……
月斗櫻
素子的祖母，添之一族的现任当家。从送去早乙女学园的牡丹那里得知孙女素子的力量，于是派堇去迎接她回来。
卯月空
「蓝色」资格者。对月斗素子的力量很感兴趣。讨厌爱和正义这种漂亮话，因为欺骗小介川而成功引出零，可是也因此身受重伤。使用磨得很锋利的钥匙串做武器。
萌黄
混合「蓝色」和「黄色」的「绿色」资格者。空的师父。用包着石头的手巾做武器。
杏
混合「红色」和「黄色」的「橙色」资格者。戴着蒙面蕉人的面具，自称蒙面蕉人天然呆。

## 单行本
| 期数 | 日文版         | 日文版             | 香港版 | 香港版             | 台湾版         | 台湾版             |
| 期数 | 发售日         | ISBN               | 发售日 | ISBN               | 发售日         | ISBN               |
| ---- | -------------- | ------------------ | ------ | ------------------ | -------------- | ------------------ |
| 1    | 2005年9月20日  | ISBN 9784253231916 |        | ISBN 9628923889    | 2006年6月20日  | ISBN 4717702204242 |
| 2    | 2006年2月20日  | ISBN 9784253231923 |        | ISBN 9628924109    | 2006年8月4日   | EAN 4717702204259  |
| 3    | 2006年9月20日  | ISBN 9784253231930 |        | ISBN 9628950576    | 2006年12月22日 | EAN 4717702208035  |
| 4    | 2007年1月19日  | ISBN 9784253231947 |        | ISBN 9789628951529 | 2007年12月28日 | EAN 4717702211332  |
| 5    | 2007年6月20日  | ISBN 9784253231954 |        | ISBN 9789628976690 | 2008年10月17日 | EAN 4717702222475  |
| 6    | 2007年11月20日 | ISBN 9784253231961 |        | ISBN 9789888001286 | 2009年3月3日   | EAN 4717702223786  |
| 7    | 2008年3月19日  | ISBN 9784253231978 |        | ISBN 9789888002245 | 2009年4月2日   | EAN 4717702225162  |
| 8    | 2008年9月19日  | ISBN 9784253231985 |        | ISBN 9789888013135 | 2009年11月18日 | EAN 4717702229528  |
| 9    | 2009年1月20日  | ISBN 9784253231992 |        | ISBN 9789888013913 | 2010年8月17日  | EAN 4717702233198  |
| 10   | 2009年7月17日  | ISBN 9784253232005 |        |                    | 2011年6月23日  | EAN 4717702234553  |
| 11   | 2009年11月18日 | ISBN 9784253234894 |        |                    | 2012年1月11日  | EAN 4717702244774  |
| 12   | 2010年6月18日  | ISBN 9784253234900 |        |                    | 2012年5月11日  | EAN 4717702247713  |

## 广播剧CD版
2008年2月22日发售。

### 配音表
- 月斗素子：福圆美里
- 一响：浅川悠
- 不二子：堀越知惠
- 三桐：今野宏美
- 小介川：间岛淳司